# Košumberk (Luže)
Košumberk je část města Luže v okrese Chrudim. Nachází se na jihu Luže. V roce 2009 zde bylo evidováno 117 adres. V roce 2001 zde trvale žilo 283 obyvatel.
Košumberk leží v katastrálním území Luže o výměře 4,79 km2.
Nalézá se zde staré purkrabství a zřícenina hradu Košumberk. Byl zde též pivovar; v budovách bývalého pivovaru je penzion.

## Hamzova odborná léčebna pro děti a dospělé
V roce 1901 zde František Hamza založil odbornou léčebna pro děti, která od roku 1989 léčí i dospělé. U léčebny je park – Hamzovo arboretum.

## Galerie

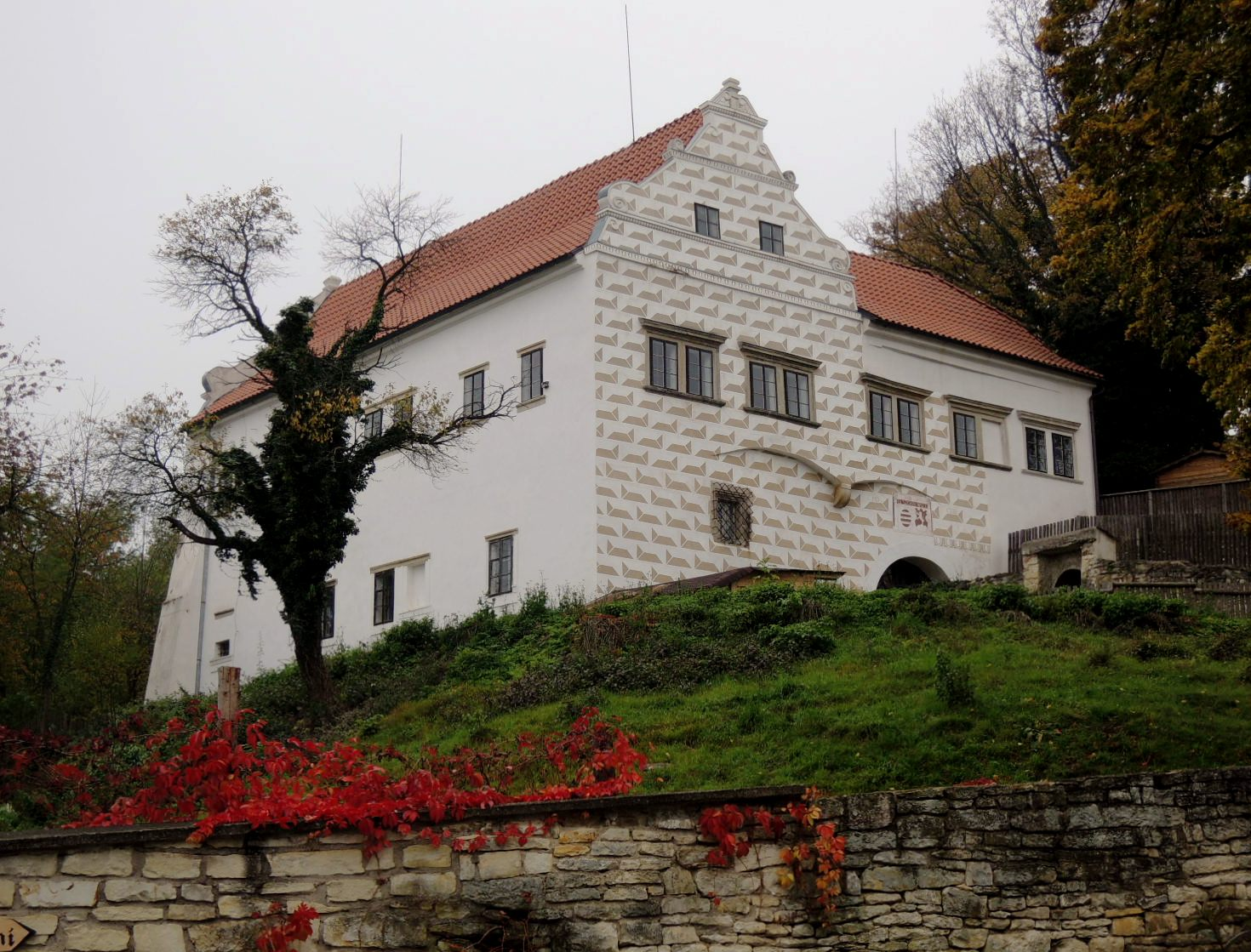
Purkrabství od východu
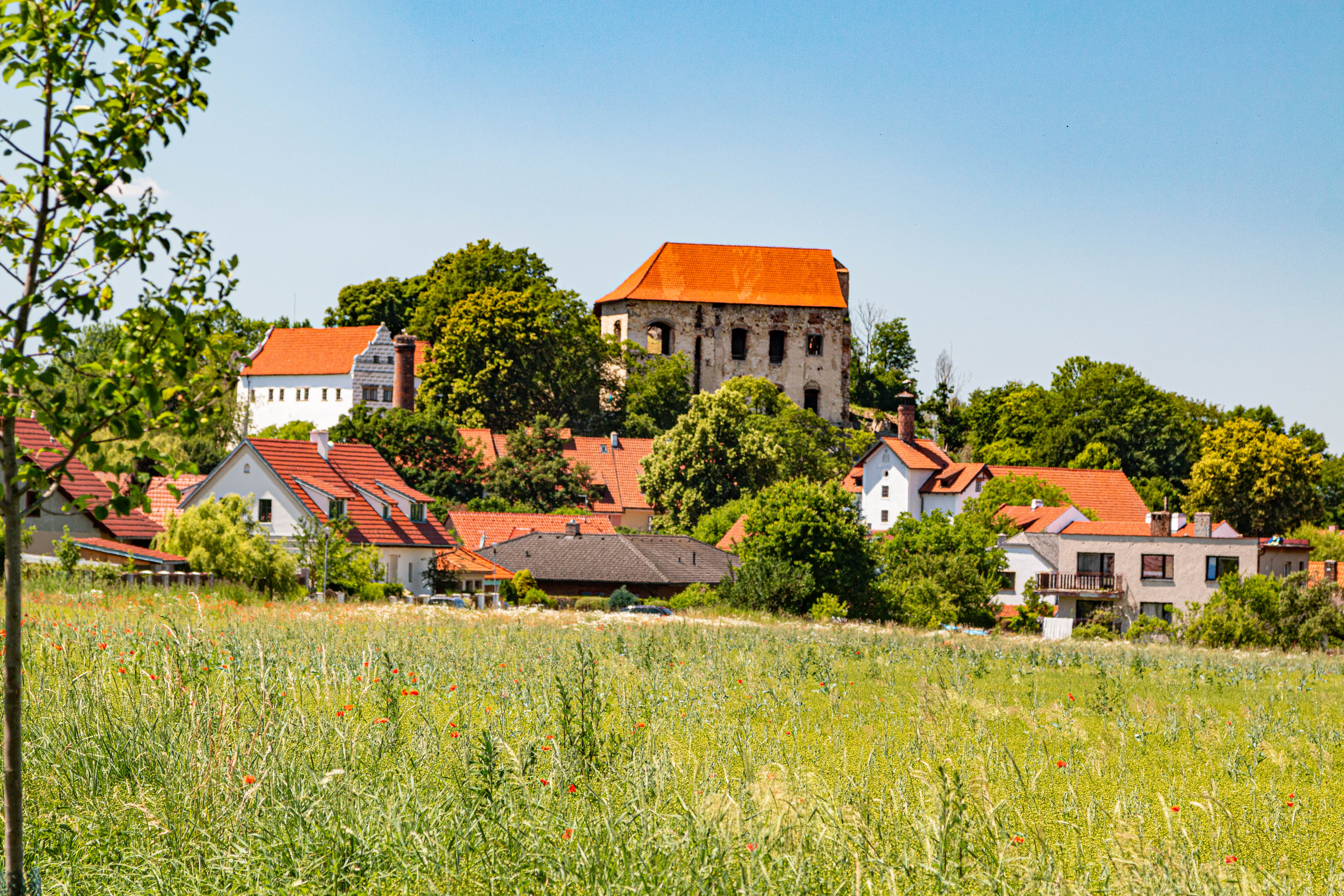
Zřícenina hradu Košumberk, pohled od Luže
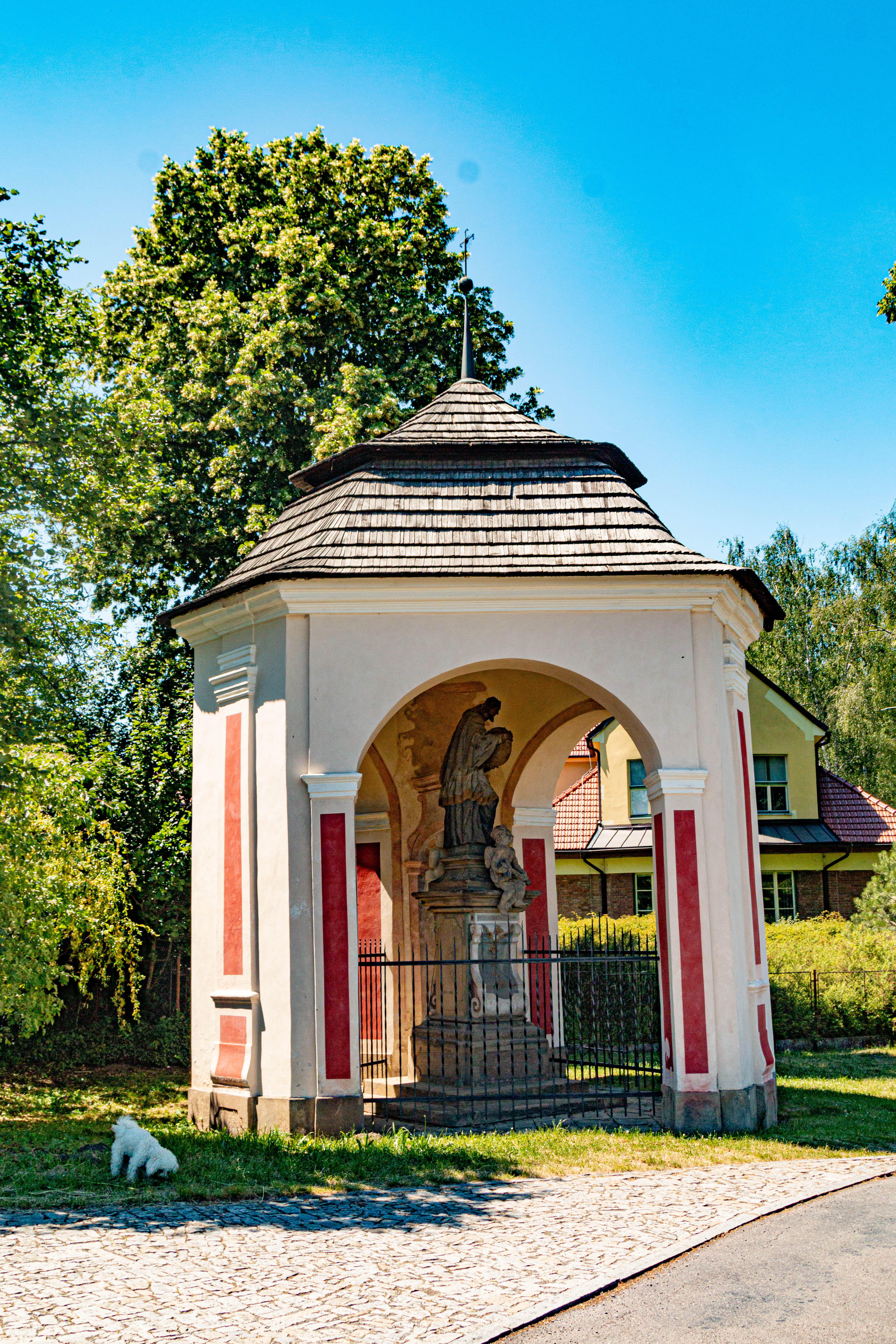
Kaple sv. Jana Nepomuckého pod hradem Košumberk
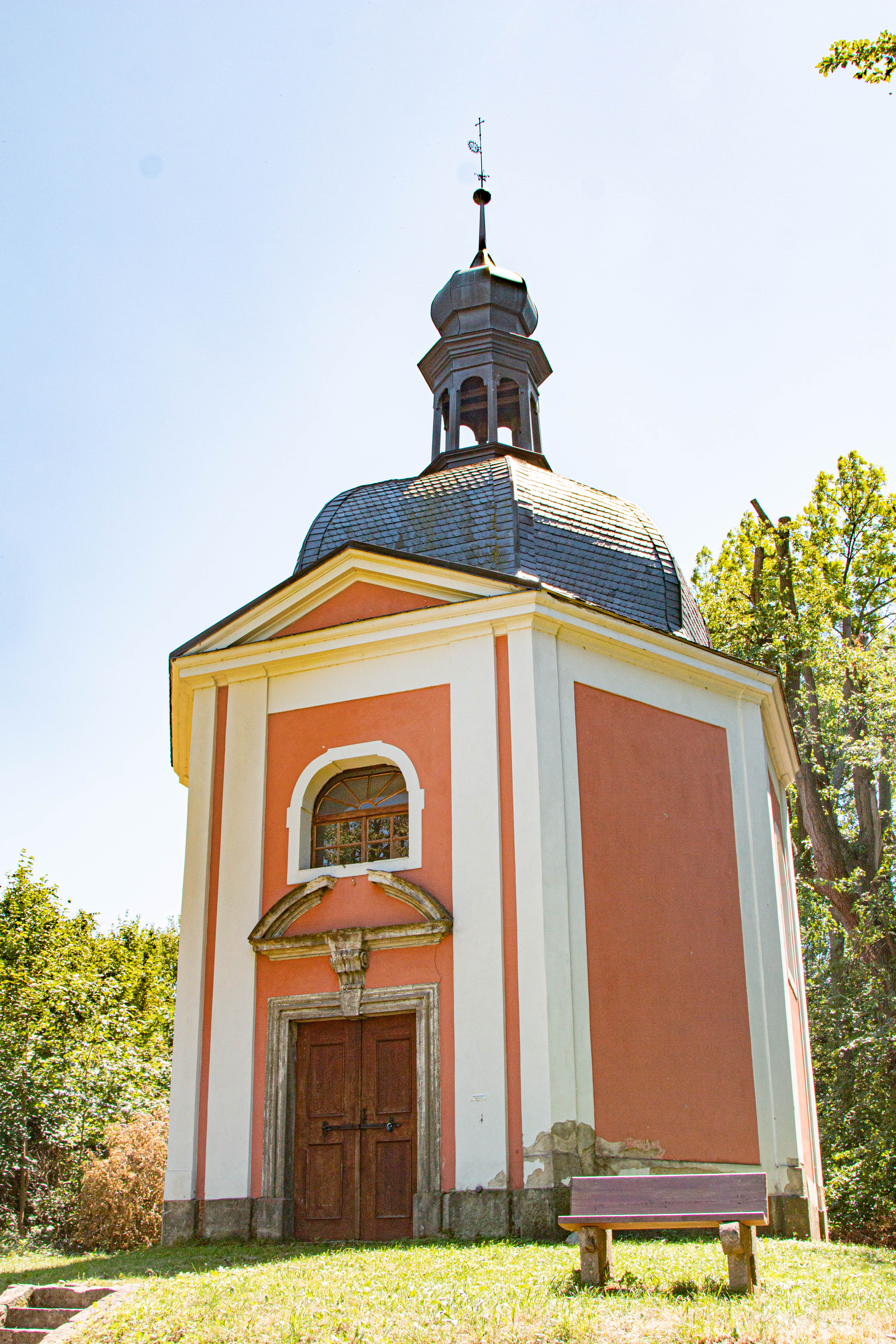
Paletínská kaple u Košumberku
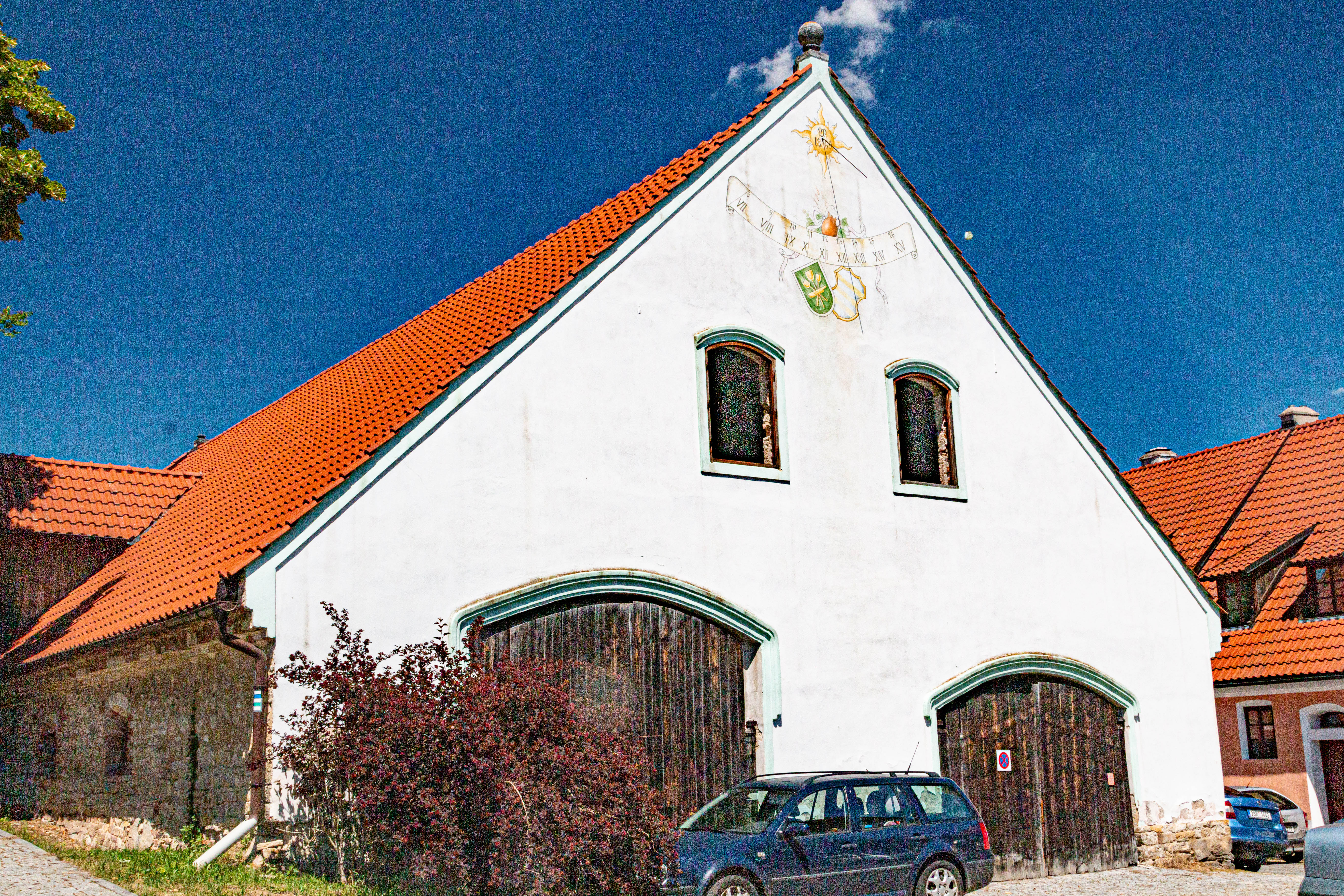
Bývalý pivovar v Košumberku
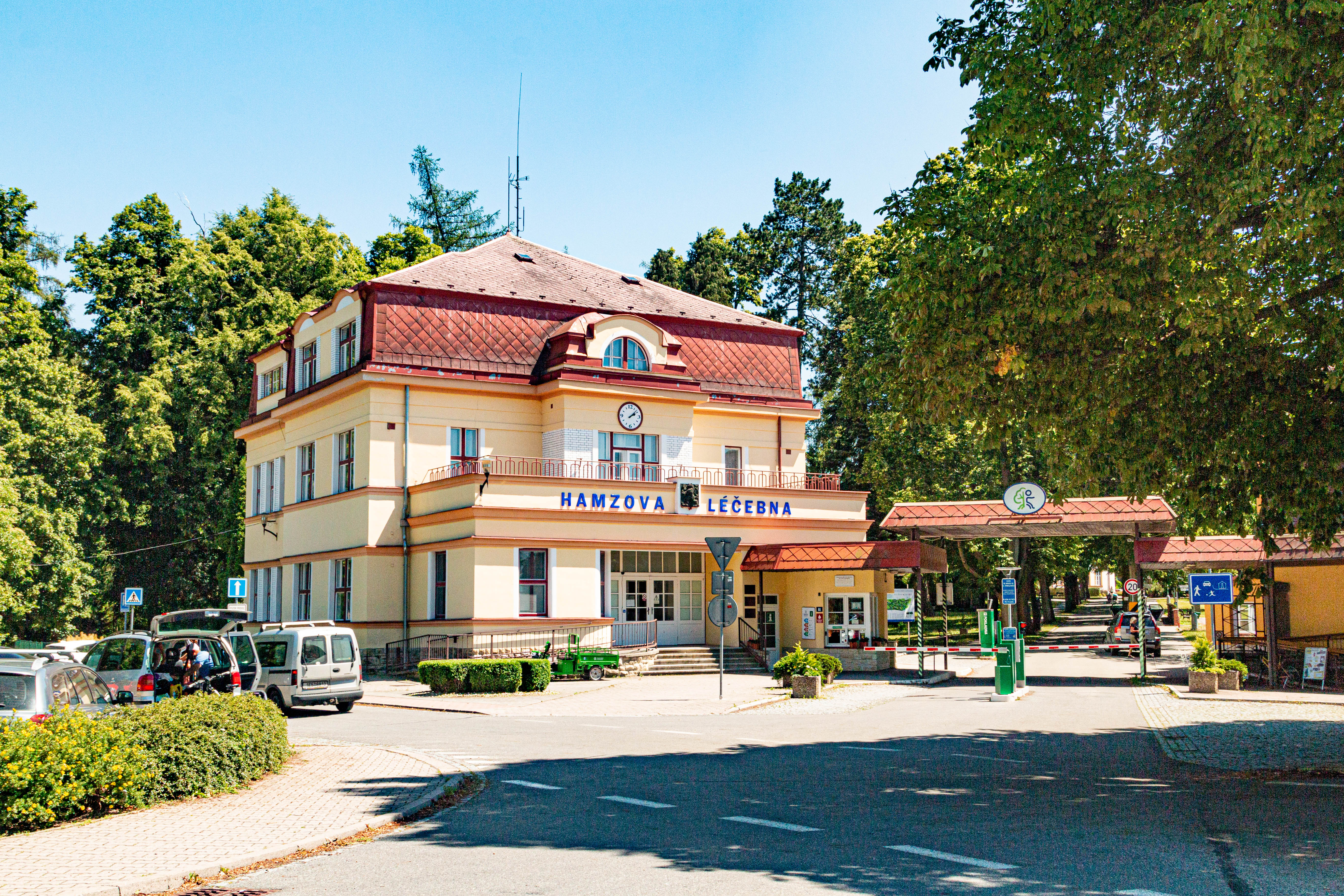
Hamzova dětská léčebna v Luži